# قایم‌موشک (فیلم ۲۰۱۴)
«قایم موشک» (انگلیسی: Hide and Seek (2014 film)) یک فیلم است که در سال ۲۰۱۴ منتشر شد.